# Victoire de la réalisation d'album
La Victoire de la réalisation d'album de l'année est une ancienne récompense musicale française décernée uniquement lors des Victoires de la musique 1985. Elle est venue primer la meilleure réalisation d'album selon les critères d'un collège de professionnels. 

## Palmarès
- 1985 : Unis vers l'uni de Michel Jonasz, réalisé par Michel Jonasz, Kamil Rustam, Gabriel Yared, Manu Katché, Jean-Yves D'Angelo et Georges Rodi.